# SummerSlam (2010)
SummerSlam 2010 – gala wrestlingowa federacji WWE, która odbyła się 15 sierpnia 2010 w hali Staples Center w Los Angeles.

## Rezultaty walk
| #    | Mecz | Rodzaj meczu                                      | Czas  | Zwycięzca               |
| ---- | --- | ------------------------------------------------- | ----- | ----------------------- |
| Dark | Evan Bourne vs. Zack Ryder | Singles match                                     | N/A   | Evan Bourne             |
| 1    | Dolph Ziggler (c) vs. Kofi Kingston | Singles match + WWE Intercontinental Championship | 07:05 | No contest (atak Nexus) |
| 2    | Alicia Fox (c) vs. Melina | Singles match + WWE Divas Championship            | 05:20 | Melina                  |
| 3    | Straight Edge Society (CM Punk, Luke Gallows, Joey Mercury) vs. Big Show | 3 on 1 Handicap match                             | 06:45 | Big Show                |
| 4    | Sheamus (c) vs. Randy Orton | Singles match + WWE Championship                  | 18:55 | Orton przez DQ          |
| 5    | Rey Mysterio vs. Kane (c) | Singles match + World Heavyweight Championship    | 13:31 | Kane                    |
| 6    | Team WWE (John Cena, Edge, Chris Jericho, John Morrison, R-Truth, Bret Hart, Daniel Bryan) vs. The Nexus (Wade Barrett, Skip Sheffield, David Otunga, Justin Gabriel, Heath Slater, Darren Young, Michael Tarver) | 7 on 7 Elimination match                          | 35:18 | Team WWE                |

### Eliminacje w 7 on 7 match
| Eliminujący | Wrestler       | Team  | Wyeliminowany przez | Metoda eliminacji                      | Czas  |
| ----------- | -------------- | ----- | ------------------- | -------------------------------------- | ----- |
| 1           | Darren Young   | Nexus | Daniel Bryan        | Omoplata Crossface + sumbission        | 00:42 |
| 2           | Michael Tarver | Nexus | John Morrison       | Starship Pain + pin                    | 03:42 |
| 3           | John Morrison  | WWE   | Skip Sheffield      | Running Lariat + Pin                   | 07:32 |
| 4           | R-Truth        | WWE   | Skip Sheffield      | Running Lariat + Pin                   | 07:59 |
| 5           | Bret Hart      | WWE   | Dyskwalifikacja     | użycie stalowego krzesła               | 12:08 |
| 6           | Skip Sheffield | Nexus | Edge                | Spear + pin                            | 13:13 |
| 7           | David Otunga   | Nexus | Chris Jericho       | Walls of Jericho + submission          | 19:13 |
| 8           | Chris Jericho  | WWE   | Heath Slater        | Sweetness + pin                        | 20:05 |
| 9           | Edge           | WWE   | Heath Slater        | roll-up + pin                          | 20:38 |
| 10          | Heath Slater   | Nexus | Daniel Bryan        | Omoplata Crossface + submission        | 29:02 |
| 11          | Daniel Bryan   | WWE   | Wade Barrett        | uderzenie walizką przez The Miza + pin | 29:32 |
| 12          | Justin Gabriel | Nexus | John Cena           | nieudany 450° splash + pin             | 34:50 |
| 13          | Wade Barrett   | Nexus | John Cena           | STF + submission                       | 35:18 |
| Zwycięzca   | John Cena      | WWE   | N/A                 | N/A                                    | N/A   |